# 美紗央
美紗央（みさお、1984年4月19日 - ）は日本の女優、モデル、タレント。
オフィスマイティー所属。東京都出身。
特技は、コンテンポラリーダンス・クラシックバレエ・身体表現。趣味は踊ること、絵を描くこと、散歩。

## 来歴・人物
17歳の時に観た映画『ジーア/悲劇のスーパーモデル』（主演：アンジェリーナ・ジョリー）がきっかけで女優になることを志し、19歳で奈良橋陽子主宰、東京の俳優養成機関であるアップスアカデミーにて２年間演技の基礎を学ぶ。体調不良が原因で一時女優業を離れるが、奈良橋陽子からの「あなただけはやめないで」という一言が支えとなり、復帰を決意。その後ブルース・ナックバー監督『北のほうへ－”To The North”』出演を皮切りに、女優のみならず、モデルとしても精力的に活動している。

## 出演

### 映画
- 『どん底の二歩くらい手前』主演 - 監督／藤村享平

- 『北のほうへ－”To The North"』ヒロイン - 監督／ブルース・ナックバー

- 『それで世界は救われなくても／Till the End of the World』主演[2] - 監督／末長敬司

- 『夫婦レジェンド』- 監督／長崎俊一
- 『幽霊さん』- 監督／管公平
- 『ぞめきのくに』- 監督／友利翼[3]
- 『お茶をつぐ』- 監督／篠原哲雄
- 『雨と ともに...』- 監督／白峰優梨子

### ドラマ
- ミステリースペシャル『事件18』(EX)
- 『銭の戦争』(KTV)
- 『陽炎の辻』(NHK)

### 舞台
- 『ＬＯＶＥ ＬＥＴＴＥＲ』- 演出／速水雄介
- 『穴～女優モノローグ劇』- 演出／渋谷悠
- 『トレイル』- 演出／原田光規

### CM・広告
- ＺＯＺＯＴＯＷＮ
- 霧ヶ峰50周年ムービー『私の人生に吹く風』
- 三井不動産
- 花王リセッシュＥＸ
- アクエリアスのむとき5
- 日産自動車
- ケイ・オプティコム（現オプテージ）

## 受賞・ノミネート

### 映画
- 第２回コム・イル・フォー国際映画祭 主演女優賞（『それで世界は救われなくても／Till the End of the World』）
- 第１回エンドレス・マウンテンズ映画祭 助演女優賞ノミネート（『それで世界は救われなくても／Till the End of the World』）
- 第１回ブカレスト・ショートカット映画祭 主演女優賞ノミネート（『それで世界は救われなくても／Till the End of the World』）
- 第３回Tokyo Cowboys QUARTERLY FILM FESTIVAL 主演女優賞[4]（『それで世界は救われなくても／Till the End of the World』）